# T-60
T-60 je bio sovjetski tenk koji se proizvodio između 1941. i 1943. godine.

### Nastanak
Način stvaranja ovog tenka je jedinstven u drugom svjetskom ratu, a možda i u cijeloj tenkovskoj povijesti. Tenkovska tvornica u Moskvi je bila dobila naređenje da počne proizvodit tenk T-50, ali tamošnji rukovodeći kadar je ubrzo nakon što su ugledali projekt zaključio da je tako nešto nemoguće proizvesti u njihovoj malenoj tvornici. S velikom dozom sulude hrabrosti tamošnji glavni dizajner zajedno s odgovornom vojnom osobom je poslao pismo Staljinu o nemogućnosti ispunjenja zadane zadaće i prijedlogu gradnje novog tenka kojega su oni dizajnirali u roku od samo dva tjedna. Uvidjevši prijedlog novog tenka Staljin i vrhovni štab Crvene armije davaju dozvolu za početak gradnje tenka koji dobiva ime T-60.

### Ratna upotreba
Nakon katastrofalnih gubitaka tijekom 1941. godine ovaj tenk je bio bez obzira na svoje neupitne nedostatke s oduševljenjem dočekan na frontu za popunjavanje borbenih liniji do trenutka pojave dovoljnog broja tenkova T-34. Realno govoreći snaga ovog tenka je bila nedostatna tako da u trenutku vatrenog krštenja on je ravnopravan samo s Panzer II. Nekakve minimalne izglede T-60 je još imao i protiv jačih Panzer III i Panzer IV, ali zasluga za to je spadala prije svega u oklop, a ne u naoružanje.
Stvarno zamišljena namjena ovog tenka su bile amfibijske operacije u čemu je trebao naslijediti T-38. Kako takvih operacija izvedenih od Crvene armije do 1943. godine praktički nije niti bilo T-60 nije nikada realno bio testiran. 

### Oprema
Važnost data ovom tenku tijekom 1941. godine se najbolje ukazuje uz pomoć motora koji su u njega ugrađeni. Po Staljinovom naređenju u T-60 su bili ugrađeni svi motori do kojih je tvornica mogla doći, tako da su se tu našli svašta od klasičnog sovjetskog, preko američkih fordovih primjeraka do običnih automobilskih motora. Na kraju se dešavalo da tenkovi u jednoj diviziji ne mogu zajedno jurišati, radi različite snage pogona koji ih je pokretao različitom brzinom.
U tenk je bio ugrađen brzi avionski top od 20 mm, što je u trenutku proizvodnje predstavljao njegov glavni problem. S druge strane njegov nagnuti oklop od 20 mm je kasnije povećan na 35 mm što ga 1941. godine čini boljim od sličnih protivničkih, ali to već 1942. postaje nedostatno. 
Sveukupno je bilo proizvedeno više od 6000 primjeraka ovog tenka koji se prestaje proizvoditi početkom 1943. godine kada ga i na posljednjoj tvorničkoj liniji mijenja T-70 .